# 萘醌
萘醌是一类衍生自萘的有机化合物。通常讨论的是下列三种异构体：
- 1,2-萘醌
- 1,4-萘醌，维生素K是其衍生物
- 2,6-萘醌（远萘醌）

萘醌也是一类形成于C6-C4骨架之上的天然酚类化合物。

## 天然产物
- 紫草素
- 六羟基-1,4-萘二酮
- 胡桃醌
- 拉杷醌醇
- 指甲花醌
- 四烯甲萘醌

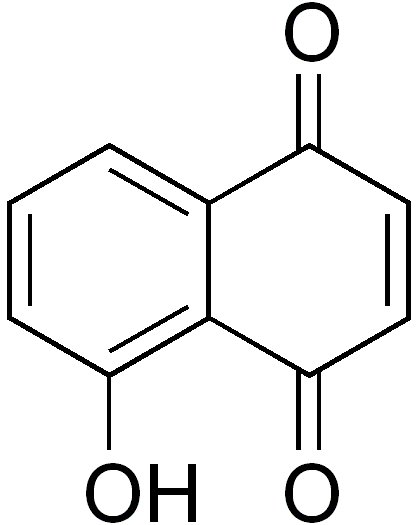
胡桃醌，一种发现于黑胡桃的化合物

- 2-甲氧基-1,4-萘醌，于凤仙花中发现的化合物
- Nigrosporin B
- 2,3,5,6,8-五羟基-1,4-萘二酮
- 叶绿醌
- 白花丹醌
- 2,3,5,7-四羟基-1,4-萘二酮

## 人工合成物质
- 甲萘醌
- 5,8-二羟基-1,4-萘醌和二羟基萘醌
- 阿托伐醌

### 作为化学前体
萘醌可用于全合成阿片剂（盖茨合成），但该过程繁琐而不经济。因此，今天大多数所使用的阿片类镇痛药或是直接从罂粟中提取，或是用天然阿片剂合成，主要是从蒂巴因。
重氮萘醌是萘醌的重氮衍生物。